# Pedro Álvares Cabral
Pedro Álvares Cabral (Belmonte, 1467 o 1468 - Santarém, c. 1520) fue un fidalgo, comandante militar, navegante y explorador portugués, considerado el primero que llegó a Brasil. Asimismo, Cabral es conocido por ser uno de los primeros europeos en llegar en la costa noreste de América del Sur, que reivindicó para Portugal. Aunque los detalles sobre su vida son escasos, se sabe que procedía de una familia noble y que recibió una buena educación. También fue hijo unico 
Fue elegido para llevar a cabo una expedición a la India en 1500, siguiendo la ruta recién inaugurada por Vasco da Gama alrededor de África. El objetivo de esta empresa era volver con especias valiosas y establecer relaciones comerciales en la India, evitando el monopolio del comercio de especias que entonces estaba en manos de comerciantes árabes, turcos y venecianos. Su flota de trece navíos navegó a lo largo de la costa africana en el océano Atlántico; parece que se desvió accidentalmente de su ruta al adentrarse en el Atlántico en busca de vientos que le empujaran hacia el sur, aunque es posible que buscara conscientemente visitar las tierras americanas que le habían correspondido a Portugal en el reparto con Castilla realizado por el Tratado de Tordesillas (1494), de esta manera arribó a lo que, inicialmente, se pensó que era una gran isla —pudiendo tratarse de la Tierra de Veracruz a la que Pêro Vaz de Caminha hacía referencia. Como el nuevo territorio se encontraba dentro de la órbita portuguesa de acuerdo con el Tratado de Tordesillas, exploró el litoral y percibió que la gran masa de tierra era posiblemente un continente, enviando enseguida un navío para notificar al rey de Portugal sobre el descubrimiento de nuevas tierras. Cabral había desembarcado en América del Sur, y las tierras que había reivindicado para Portugal más tarde constituirían lo que hoy es Brasil. Posteriormente, la flota retomó su rumbo hacia el este, con el fin de continuar su viaje con dirección a la India. 
Una tempestad en el Atlántico Sur provocó la pérdida de varios navíos y los seis restantes finalmente se encontraron en el canal de Mozambique antes de proseguir a Kozhikode, en la India. Inicialmente, Cabral tuvo éxito en las negociaciones de los derechos de la comercialización de especias, sin embargo, esto fue considerado por los árabes como una amenaza a su monopolio de negocios, y provocó un ataque de los musulmanes y los hindúes a los almacenes portugueses. Los lusos sufrieron múltiples bajas y sus instalaciones fueron destruidas. Cabral se vengó del ataque saqueando y quemando la flota árabe para posteriormente bombardear la ciudad en represalia por la incapacidad de su gobernante para explicar lo ocurrido. La expedición zarpó de Kozhikode a Cochín, otra ciudad-estado de la India, donde Cabral hizo amistad con su gobernante y cargó sus navíos con especias codiciadas antes de partir de regreso a Europa. A pesar de la pérdida de vidas humanas y de los navíos, el viaje de Cabral fue considerado un éxito tras su regreso a Portugal. Los logros extraordinarios resultantes de la venta de las especias reforzaron las finanzas de la Corona Portuguesa y ayudaron a sentar las bases de un Imperio portugués, que se extendería desde las Américas hasta el Extremo Oriente.
Cabral fue más tarde sustituido cuando una nueva flota fue reunida para establecer una presencia más robusta en la India, posiblemente como resultado de una riña con Manuel I. Habiendo perdido la preferencia del rey, se retiró de la vida pública. Hay pocos registros de la parte final de su vida y sus logros cayeron en el olvido durante más de 300 años. Algunas décadas después de la independencia de Brasil de Portugal, en el siglo XIX, la reputación de Cabral comenzó a ser rehabilitada por el emperador Pedro II de Brasil. Desde entonces, los historiadores han discutido sobre el hecho de si Cabral fue el descubridor de Brasil y si dicho descubrimiento fue accidental o intencional. Sobre la primera cuestión, no se tiene noticia de muchas exploraciones anteriores a la suya y ninguna contribuyó de manera importante al desarrollo y el futuro de la tierra que se convertiría en Brasil, la única nación en las Américas donde el idioma oficial es el portugués. En tanto a la segunda cuestión, no hay consenso definitivo y la hipótesis del descubrimiento intencional carece de pruebas sólidas. No obstante, a pesar de que su reputación se ha visto ensombrecida por la fama de otros exploradores de la época, como Cristóbal Colón Cabral se considera ahora una de las personalidades más importantes de la Era de los Descubrimientos.

## Biografía

### Primeros años

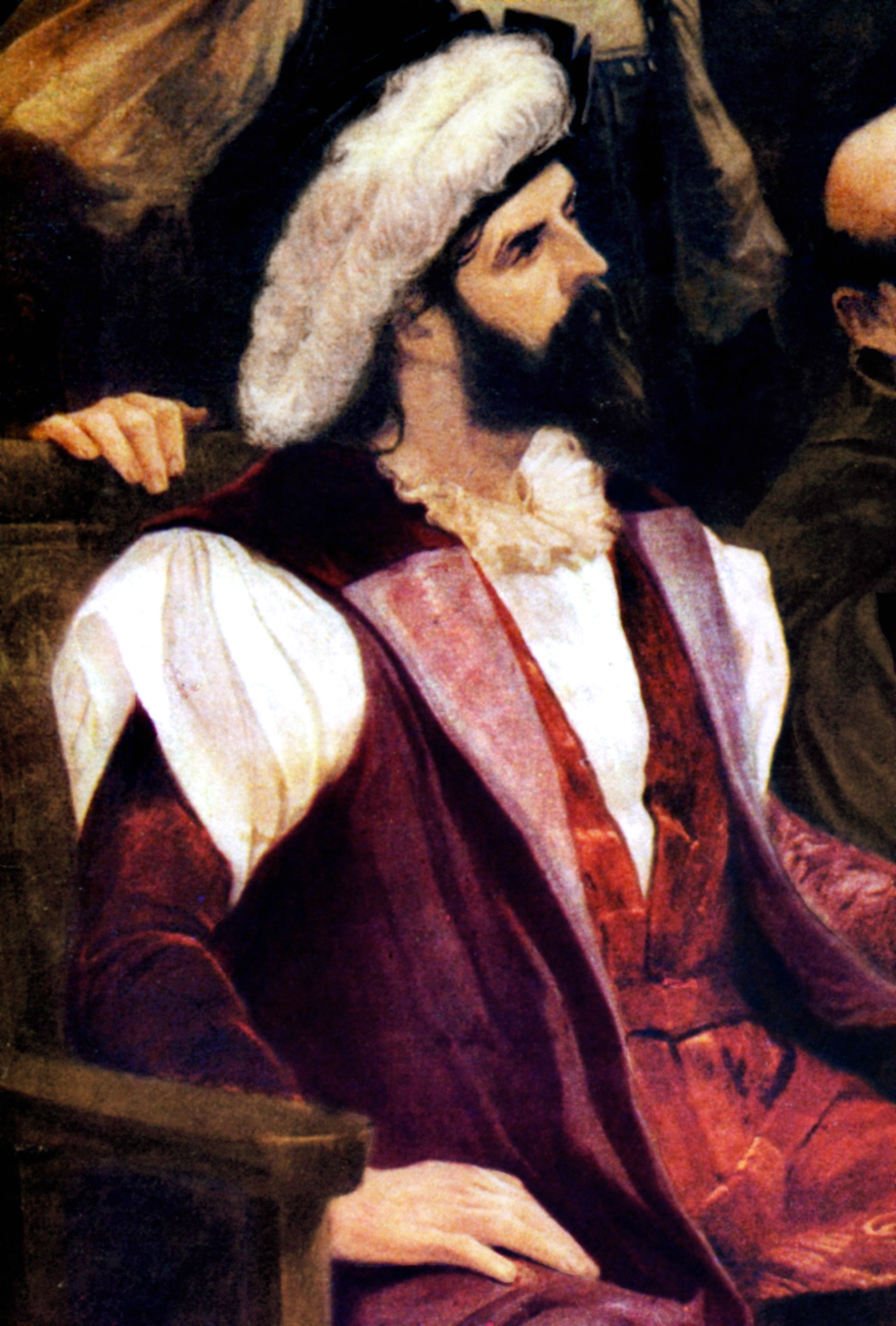
Una pintura de principios del siglo xx ilustra a un Pedro Álvares Cabral de 32-33 años de edad. No hay registro de retratos de Cabral contemporáneos a su época.

Poco es cierto respecto a la vida de Pedro Álvarez Cabral, antes o después del viaje que le llevó al descubrimiento de Brasil. Nació en 1467 o 1468 —el año anterior es el considerado como más probable—, en Belmonte, a unos 30 kilómetros de lo que hoy en día es Covillana, en el centro de Portugal. Era hijo de Fernão Álvares Cabral e Isabel Gouveia y uno de los cinco niños y seis niñas de la familia. Cabral fue bautizado como Pedro Álvarez de Govea y solo más tarde, supuestamente tras la muerte de su hermano en 1503, comenzó a utilizar el apellido de su padre. El escudo de armas de su familia fue elaborado con dos cabras de color púrpura en un campo de plata. El púrpura representa la fidelidad, y las cabras derivan del nombre de la familia. Sin embargo, solo su hermano mayor tuvo derecho a hacer uso de las armas de la familia.
Criado como miembro de la nobleza portuguesa, Cabral fue enviado a la corte del rey Alfonso V en 1479, cuando apenas contaba con 12 años. Se le educó en humanidades y fue entrenado en la lucha de armas y cuerpo a cuerpo. Estaba a punto de cumplir 17 años de edad cuando el 30 de junio de 1484 fue nombrado «joven Fidalgo» (un título de menor importancia que se concedía a los jóvenes nobles) por el rey Juan II. Los registros de sus acciones antes de 1500 son extremadamente escasos, sin embargo se tiene constancia de que Cabral pudo haber realizado exploraciones por el norte de África, tal y como lo habían hecho sus antepasados y como era comúnmente hecho por otros jóvenes nobles de su época. El rey Manuel I, quien ascendió al trono dos años antes, le concedió un subsidio anual de 30 mil reales el 12 de abril de 1497. Esa misma época, recibió el título de Fidalgo por parte del Consejo del Rey y fue nombrado caballero de la Orden de Cristo. No existe imagen alguna o descripción física detallada de Cabral contemporánea a su época. Se sabe que era fuerte y que igualaba a su padre en altura (1,90 metros). El carácter de Cabral ha sido descrito como culto, cortés, prudente, generoso, tolerante con los enemigos, humilde, al igual que vanidoso y muy preocupado en relación con el respeto que su posición y nobleza exigían.

### Descubrimiento de Brasil

#### Capitán mayor

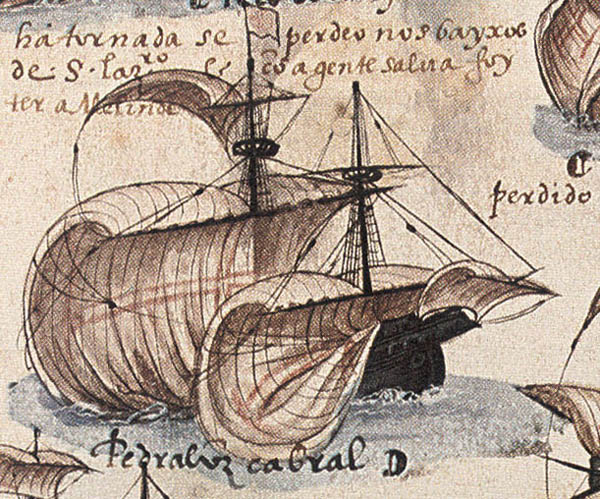
La carraca de Cabral, en el Libro las Armadas (Biblioteca de la Academia das Ciências de Lisboa).

El 15 de febrero de 1500 Cabral fue nombrado capitán-mayor de una expedición a la India. Era costumbre de aquella época que la Corona Portuguesa nombrase nobles para comandar expediciones navales y militares, independientemente de su experiencia o competencia profesional. Tal es el caso de los capitanes de los navíos comandados por Cabral, en los que la mayoría era noble como él. Esta práctica era arriesgada ya que la autoridad podría caer en manos de gente con talento como Alfonso de Albuquerque o João de Castro o en otros altamente incompetentes e incapaces.
Han sobrevivido pocos detalles respecto a los criterios utilizados por el gobierno portugués para escoger a Cabral como jefe de la expedición. En el decreto real en que se le nombra capitán-mayor, las razones dadas son «méritos y servicios», pero no se conocen más datos sobre estas califaciones. De acuerdo con el historiador William Greenlee, el rey Manuel I «sin duda lo conocía bien en la corte». Esto, junto al «papel de la familia Cabral, la lealtad incuestionable de estos a la Corona, la apariencia personal de Cabral y la capacidad que había demostrado en la corte y en el consejo fueron factores importantes». Otro aspecto positivo que pudo haber influido fueron sus hermanos, quienes formaban parte del Consejo del Rey. Dado el nivel de intriga política presente en la corte, Cabral pudo haber tenido a una facción que favoreció su nominación. El historiador Malyn Newitt recalcó la idea de que se trató de algún tipo de maniobra oculta, afirmó también que la elección de Cabral «fue un tentativa deliberada con tal de equilibrar los intereses de las facciones rivales de las familias nobles, pues al parecer él no poseía ninguna otra cualidad para la recomendación y ninguna experiencia en comandar grandes expediciones».
Cabral se convirtió en jefe militar de una expedición en la que iría acompañado de otros navegantes más experimentados con la misión de proporcionarle ayuda en asuntos navales, entre ellos Bartolomeu Dias, Diogo Dias y Nicolau Coelho. Estos navegantes comandarían, junto con otros capitanes, trece navíos y 1500 hombres. De este contingente, 700 eran soldados, mientras que los restantes eran plebe común sin entrenamiento o experiencia previa en combate.
La flota tenía sus divisiones. La primera se encontraba compuesta por nueve naves y dos carabelas con destino en Calicut, en la India, y el objetivo de establecer relaciones comerciales y una factoría. La segunda división, constituida por una nave y una carabela, zarpó desde el puerto de Sofala, en la actual Mozambique. Como recompensa por liderar la flota, Cabral tenía derecho a 10 mil cruzados (antigua moneda portuguesa equivalente a aproximadamente 35 kg de oro) y a comprar 30 toneladas de pimienta, por su propia cuenta, para transportar de vuelta a Europa. La pimienta podría entonces ser revendida por la Corona Portuguesa, libre de impuestos. Asimismo, se le autorizó el hecho de importar 10 cajas de cualquier otro tipo de especia, libre también de impuestos. Aunque el viaje era muy peligroso, Cabral tuvo la posibilidad de convertirse en un hombre muy rico siempre y cuando regresase con seguridad a Portugal junto al cargamento. Las especias eran muy raras en Europa, así como también muy solicitadas.
Anteriormente, una flota había sido la primera en llegar a la India pasando por África. Esta pertenecía a una expedición dirigida por Vasco da Gama y había regresado a Portugal en 1499. Durante décadas Portugal buscó una ruta alternativa hacia Oriente, una que excluyera el mar Mediterráneo, que se encontraba bajo el control de las repúblicas marítimas italianas y el Imperio otomano. El expansionismo de Portugal llevaría, primeramente, a crear una ruta a la India y, más tarde, a la colonización en numerosas partes del mundo. El deseo de difundir el cristianismo católico en tierras paganas fue otro factor que motivó la exploración. Había también una larga tradición de guerra contra los musulmanes, derivada de la lucha contra los moros durante la construcción de la nación portuguesa. La lucha se expandió primero en el norte de África y, finalmente, hasta el subcontinente indio. Una ambición que motivó aún más a los exploradores fue la búsqueda del mítico Preste Juan, un poderoso rey cristiano con el que se podría forjar una alianza contra el islam. Por último, la Corona portuguesa estaba tratando de obtener una participación en el lucrativo comercio de esclavos y el oro en el oeste de África y el comercio de especias procedente de la India.

#### Partida y llegada a la nueva tierra

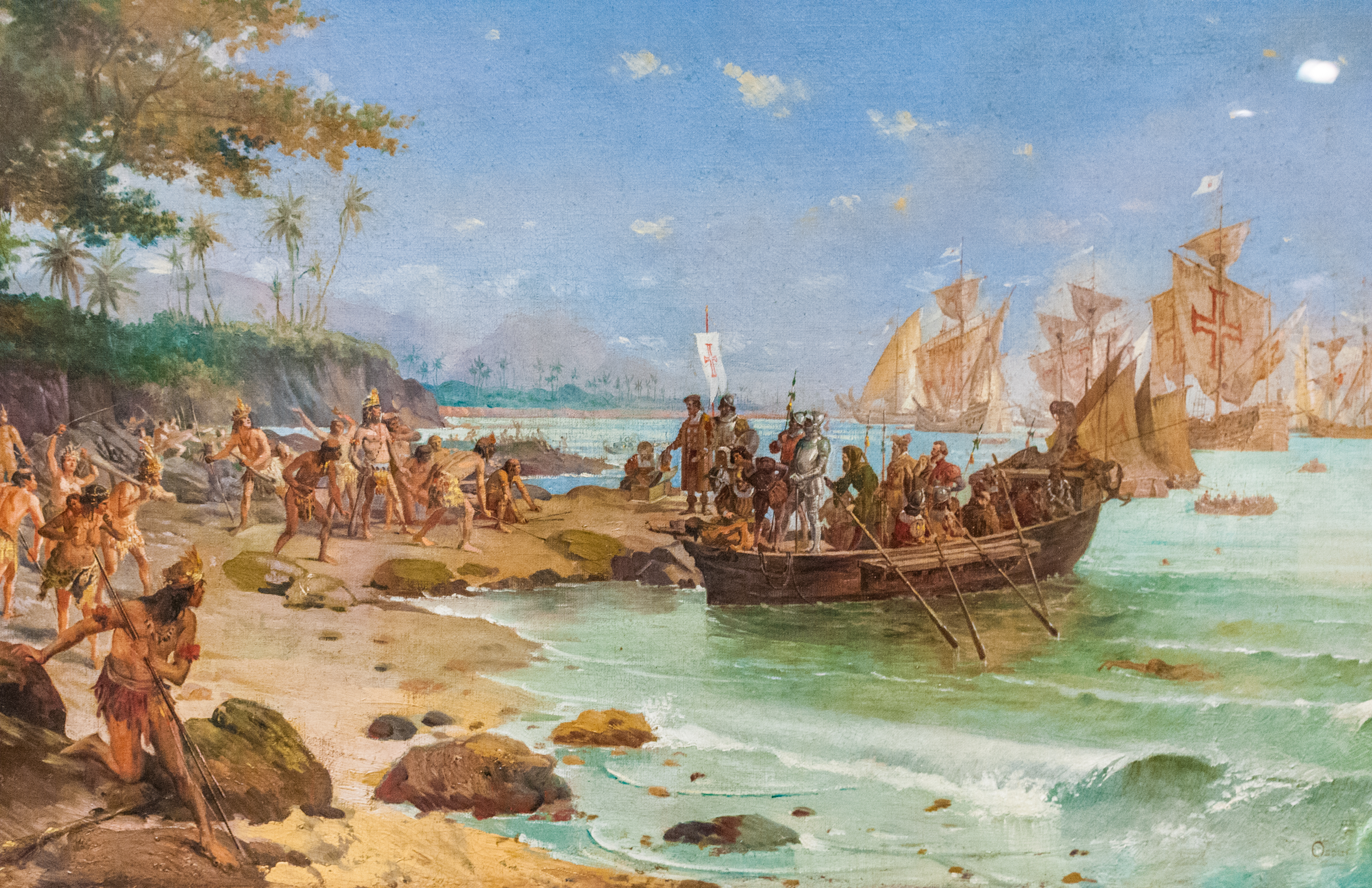
Desembarque de Cabral em Porto Seguro, óleo sobre tela de Oscar Pereira da Silva, 1904. Contenido en el Museu Histórico Nacional (Río de Janeiro).

La flota, bajo el comando de un Cabral que entonces tenía 32 o 33 años de edad, partió de Lisboa el 9 de marzo de 1500 al mediodía. El día anterior, la tripulación había recibido una despedida pública que incluyó misa y conmemoraciones con presencia del rey, de la corte y una acalorada multitud. En la mañana del 14 de marzo, la flota pasó por Gran Canaria, la mayor de las Islas Canarias, tras lo que puso rumbo a las islas de Cabo Verde, una colonia portuguesa situada frente a la costa este de África, a la que se llegó el 22 de marzo. Al día siguiente, una nave con 150 hombres, comandada por Vasco de Ataíde, desapareció sin dejar rastros. La flota cruzó la Línea del Ecuador el 9 de abril y navegó rumbo al oeste apartándose lo más posible del continente africano, utilizando una técnica de navegación conocida como «volta do mar». Los marineros vieron algas el 21 de abril, lo que les llevó a creer que se encontraban cerca de la costa. Resultó ser justo en la tarde del día siguiente, miércoles, 22 de abril de 1500, cuando la flota ancló cerca de lo que Cabral nombró el Monte Pascoal (en honor a la semana de Pascua). El monte localizado se halla en lo que hoy es la costa noreste de Brasil.
Los portugueses detectaron la presencia de habitantes en la costa, y los capitanes de todos los navíos se reunieron a bordo del navío de Cabral el día 23 de abril. Cabral mandó a Nicolau Coelho, capitán que había viajado con Vasco da Gama a la India, desembarcar y hacer contacto. Este pisó tierra e intercambió presentes con los indígenas. Tras el regreso de Coelho, Cabral ordenó que la flota tomase rumbo hacia el norte, donde, a unos 65 km de distancia, anclarían el 24 de abril en un lugar que el capitán-mayor llamó Porto Seguro. El lugar era un puerto natural, y Afonso Lopes (piloto del navío principal) trajo dos indios a bordo para hablar con Cabral.

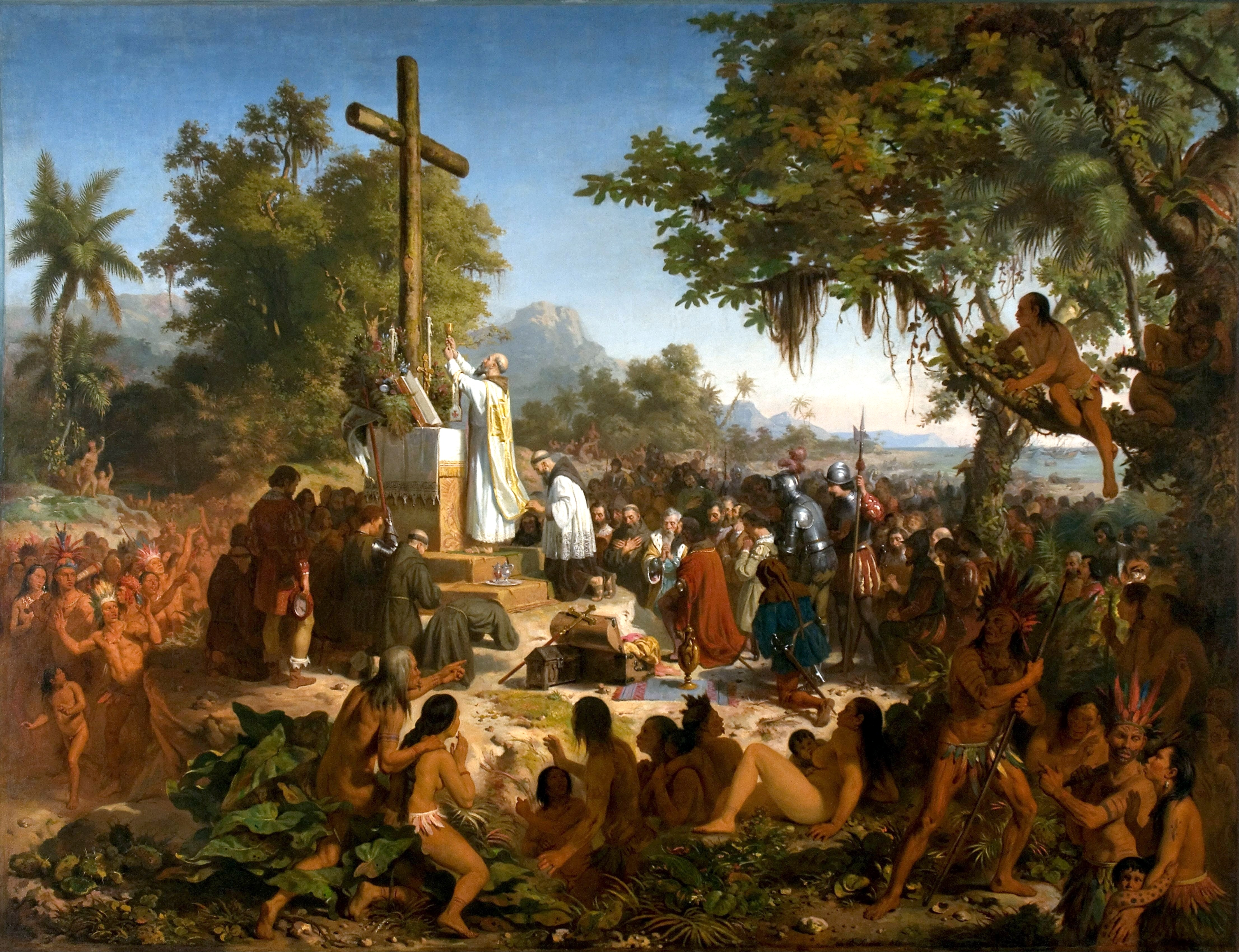
Primeira Missa no Brasil, óleo sobre tela hecho por Victor Meirelles. Actualmente se encuentra en el Museu Nacional de Belas Artes, Brasil.

Así como en el primer contacto, el encuentro fue amistoso y Cabral ofreció presentes a los nativos. Los habitantes eran cazadores-colectores descritos como pertenecientes a la «Edad de piedra», a los cuales los europeos atribuirían la etiqueta genérica de «indios». Los hombres nativos recolectaban alimento por medio de la caza y la pesca, en tanto sus mujeres se dedicaban a la agricultura se subsistencia. Los indígenas estaban divididos en numerosas tribus rivales, y la tribu que Cabral encontró fue la tupiniquim. Algunos de ellos eran nómadas y otros sedentarios, y aunque dominaban el fuego, no conocían los metales. Algunas de estas tribus practicaban el canibalismo. El 26 de abril (domingo de Pascua), con un número cada vez mayor de nativos curiosos, Cabral ordenó a sus hombres la construcción de un altar en tierra, donde Henrique de Coímbra ofició una misa católica, de la que se tiene constancia que fue la primera misa celebrada sobre lo que sería Brasil. Se ofreció vino a los indios, que no gustaron de la bebida. Los portugueses no sabían que se trataba de un pueblo que se jactaba del conocimiento de bebidas alcohólicas fermentadas, obteniéndolas de las raíces, tubérculos, cortezas, semillas y frutas.
Durante los días siguientes se almacenó agua, alimentos, madera y otros suministros. Los portugueses también construyeron una enorme cruz de madera que medía aproximadamente siete metros de altura. Cabral constató que la nueva tierra se encontraba al este de la línea de demarcación entre Portugal y España que había sido establecido en el Tratado de Tordesillas. El territorio estaba, por tanto, dentro del hemisferio atribuido a Portugal. Para solemnizar la reivindicación de Portugal sobre aquellas tierras, se levantó otra cruz de madera y una segunda misa fue celebrada el 1 de mayo. En honor a la cruz, Cabral nombró a las nuevas tierras descubiertas Ilha de Vera Cruz. Al día siguiente, un navío de suministros bajo el mando de Gaspar de Lemos o André Gonçalves (existe un conflicto en las fuentes respecto a quién era el capitán de la nave), regresó a Portugal para informar al rey del descubrimiento por medio de una carta escrita por Pero Vaz de Caminha.

### El viaje a la India

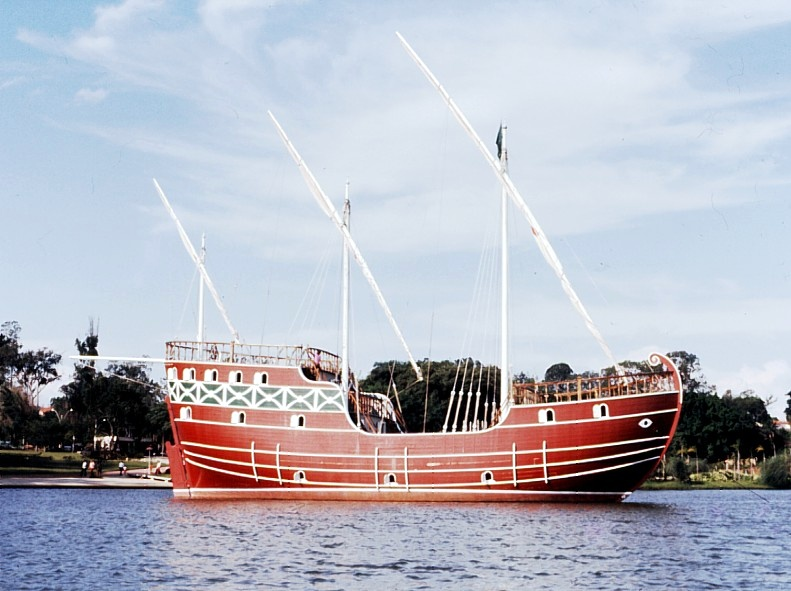
Réplica de la carraca de Cabral, la Anunciação (Campinas, São Paulo, Brasil.

#### Tragedia al sur de África
La flota retomó su viaje el 2 o 3 de mayo de 1500 navegando a lo largo de la costa este de América del Sur. Al hacerlo, Cabral se convenció de que había encontrado un continente entero, y no solo una isla. El 5 de mayo la flota viró al este tomando dirección hacia África. El 23 o 24 de mayo, los navíos se toparon con una tempestad en la zona de alta presión del Atlántico Sur que causó la pérdida de cuatro navíos. El lugar exacto del desastre es desconocido —las especulaciones varían desde el puerto de cabo de Buena Esperanza, en el extremo sur del continente africano hasta un lugar «a la vista de la costa sur-americana». Tres naves y una carabela comandadas por Bartolomeu Dias —el primer europeo en navegar las costas del cabo de Buena Esperanza en 1488— naufragaron y se llevaron la vida de 380 hombres.
Los navíos restantes, perjudicados por el mal tiempo y con sus equipos dañados, se separaron. Uno de los navíos que se había separado, comandado por Diogo Dias, vagó sin dirección, mientras que los otros seis lograron reagruparse. Se reunieron en formaciones de tres navíos cada uno, el grupo de Cabral navegó al este, pasando por el cabo de Buena Esperanza. Determinada su posición y avistando tierra, tomaron dirección hacia el norte y desembarcaron en algún lugar del archipiélago de las Islas Primeras y Segundas, a lo largo de África oriental y al norte de Sofala. La flota principal permaneció en el puerto de Sofala al menos diez días mientras los barcos eran reparados. La expedición, posteriormente, se dirigió hacia el norte, llegando a Kilwa Kisiwani el 26 de mayo, donde Cabral intentó negociar un tratado comercial con el rey local pero fracasó.

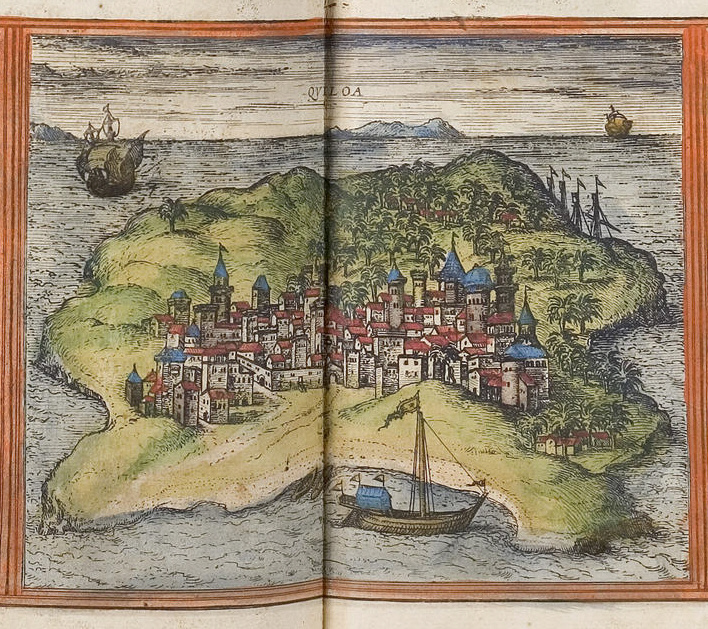
La ciudad de Kilwa Kisiwani (1590) por Georg Braun y Frans Hogenberg.

De Kilwa Kisiwani partieron hacia Malindi, donde desembarcaron el 2 de agosto. Cabral se reunió con el rey local, con quien estableció relaciones de amistad e intercambió presentes. Asimismo, en Malindi se reclutaron pilotos para la última etapa del viaje a la India. Antes del destino final, desembarcaron en Angediva, una isla donde se abastecían los navíos camino a Calicut. Allí los barcos fueron calafateados y pintados, y se realizaron los últimos preparativos para el encuentro con el gobernador de Calcuta.

#### Masacre en Calicut
La flota partió de Angediva y llegó a Calicut el 13 de septiembre. Cabral tuvo éxito en las negociaciones con el Samorim —título dado al gobernante de Calicut— y obtuvo autorización para instalar una factoría y un almacén en la ciudad-estado. Con la esperanza de mejorar aún más las relaciones, Cabral envió a sus hombres en varias misiones militares a petición del Samorim. Mientras tanto, el 16 o 17 de diciembre, la factoría sufrió un ataque perpetrado por cerca de 300 árabes musulmanes e indígenas hindúes (de acuerdo con otros relatos, incluso militares). A pesar de la defensa desesperada de los ballesteros, más de 50 portugueses fueron asesinados. Los defensores restantes se retiraron a los navíos, algunos llegaron nadando. Creyendo que el ataque fue resultado de una incitación no autorizada de parte de comerciantes árabes celosos, Cabral esperó 24 horas para obtener una explicación del gobernante de Calicut, pero éste no presentó ninguna.
Los portugueses se indignaron con el ataque a la factoría y con la muerte de sus compañeros, por lo que atacaron diez navíos mercantes de los árabes anclados al puerto, mataron a cerca de 600 tripulantes y confiscaron el cargamento antes de incendiar los barcos. Asimismo, Cabral ordenó que sus navíos bombardeasen Calicut durante un día entero en represalia por la violación del acuerdo. La masacre fue atribuida, en parte, a la animosidad portuguesa en relación con los musulmanes, resultante de siglos de conflictos con los moros en la península ibérica y en el norte de África. Además, los portugueses estaban determinados a dominar el comercio de las especias y no tenían la intención de permitir el florecimiento de la competencia. Los árabes tampoco tenían interés en permitir que «extranjeros» quebrasen su monopolio sobre las especias. Los portugueses habían comenzado por insistir en que se les diese un trato preferencial en todos los aspectos del comercio. La carta de Manuel I entregada por Cabral al gobernante de Calculta —traducida por los intérpretes árabes— pedía la exclusión de los comerciantes árabes. Los comerciantes musulmanes, creyendo que estaban a punto de perder sus oportunidades de negocio y sus medios de subsistencia, habían intentado colocar al gobernante hindú en contra de los portugueses. Los árabes y los portugueses desconfiaban mutuamente los unos de los otros.
Para el historiador William Greenlee, los portugueses percibieron que «eran pocos en número y los que vinieran a la India en flotas futuras también serían siempre superadas en número, por lo que esta traición debería ser castigada de forma crucial y decisiva con el fin de que los portugueses fueran temidos y respetados en el futuro. Fue su artillería superior lo que les permitió lograr ese objetivo». Por lo tanto, los portugueses establecieron un precedente para el comportamiento de los exploradores europeos en Asia durante los siglos siguientes.

#### Regreso a Europa

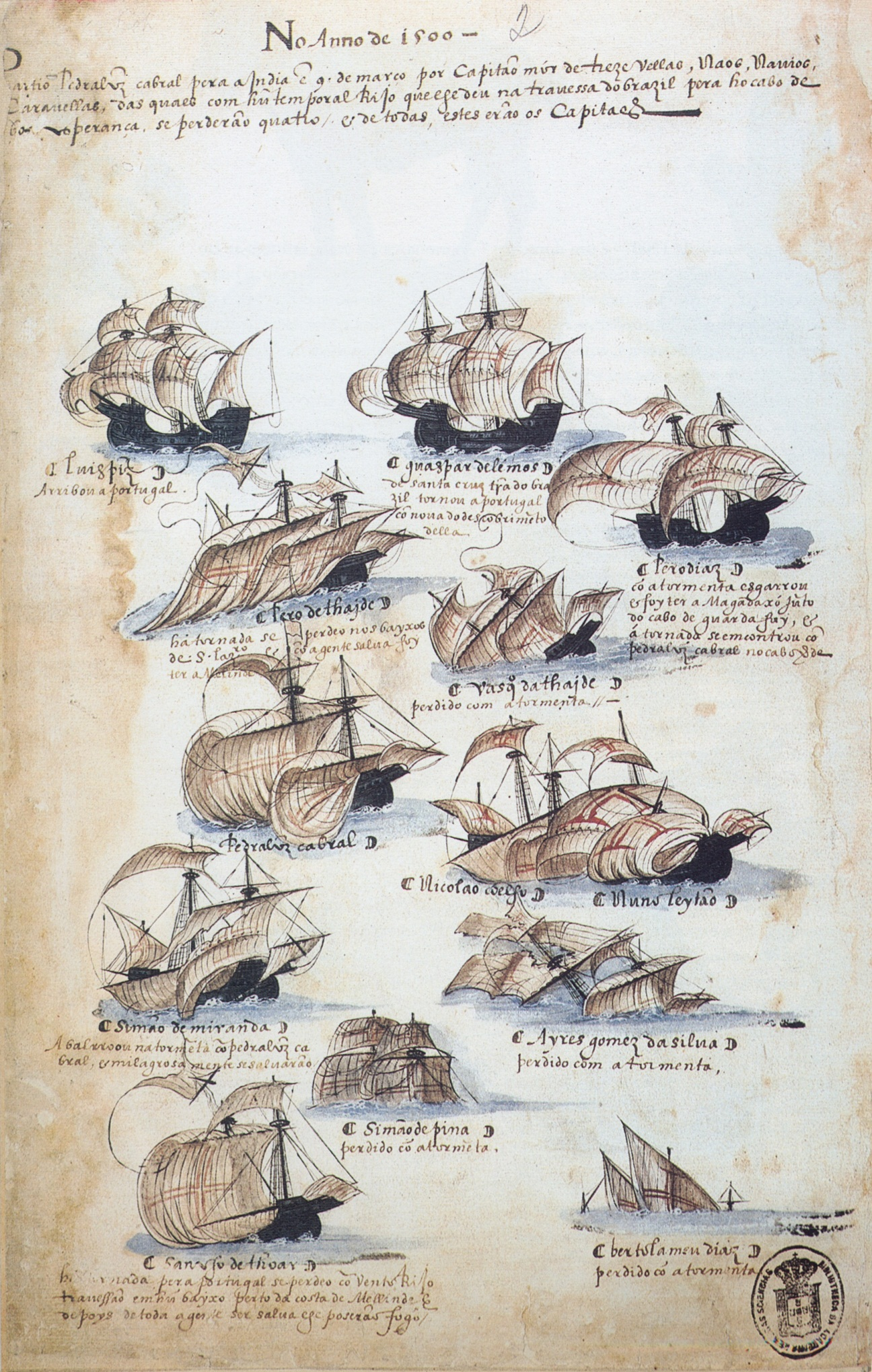
En Memória das Armadas (1568) hay doce de los trece navíos de la flota de Cabral. De ellos, dos regresaron vacíos, cinco con su carga completa y seis se perdieron.

Ciertos avisos en los relatos del viaje de Vasco da Gama a la India llevaron al rey Manuel I a informar a Cabral de la existencia de otro puerto, ubicado al sur de Calicut, donde también podrían establecer relaciones comerciales. El lugar al que se hacía mención era Cochín, donde la flota desembarcó el 24 de diciembre. Cochín era nominalmente un territorio vasallo de Calicut, pero también era dominado por otras ciudades-estado de la India. El gobernante de Cochín estaba ansioso por lograr la independencia de la ciudad y los portugueses estaban dispuestos a conseguir esa desunión en la India, del mismo modo que los británicos harían 300 años después. La táctica acabaría por asegurar la hegemonía portuguesa sobre la región. Cabral forjó una alianza con el gobernante de Cochín y con líderes de otras ciudades-estado con la finalidad de establecer una factoría. Por último, cargado de preciadas especias, la flota arribó en Kannur con el fin de negociar una vez más antes de partir en su viaje de regreso a Portugal el 16 de enero de 1501.
La expedición puso rumbo hacia la costa este de África. Uno de los navíos encalló en un banco de arena y comenzó a hundirse, pero como no había espacio en los demás navíos, su carga fue abandonada y Cabral tomó la decisión de incendiar la nave. En seguida, la flota prosiguió en dirección a la isla de Mozambique (al noreste de Sofala) a fin de realizar tareas de mantenimiento para que los navíos estuviesen en óptimas condiciones por el agitado pasaje en torno al cabo de Buena Esperanza. Una carabela fue enviada a Sofala, otro de los objetivos de la expedición, y otra, el navío más veloz de la flota y capitaneado por Nicolau Coelho, fue enviada delante de las demás para dar aviso previo al rey sobre el éxito del viaje. Un tercer navío, comandado por Pedro de Ataíde, se separó de la flota después de partir de Mozambique.
El 22 de mayo la flota, reducida únicamente a dos navíos, pasó por el cabo de Buena Esperanza. Llegaron a Bezeguiche (actual ciudad de Dakar, localizada en la península de Cabo Verde), el 2 de junio. Allí encontraron no solo la carabela de Nicolau Coelho, sino también la nave comandada por Diogo Dias, perdida hacía más de un año en el desastre en el Atlántico Sur. El barco había transitado por varias aventuras y estaba en malas condiciones, con solo siete hombres enfermos y desnutridos a bordo (uno de ellos estaba tan débil que murió de alegría al ver a sus compañeros de nuevo). Otra flota portuguesa también fue encontrada anclada en Bezeguiche. Después de que Manuel I fuera informado del descubrimiento de territorios en lo que sería Brasil, ordenó el envío de una flota menor para explorarlo. Uno de sus navegantes era Américo Vespucio (navegante italiano, cuyo nombre serviría para bautizar a América), quien dio a Cabral detalles sobre su exploración, y quien efectivamente confirmó que había desembarcado en un continente entero y no en una isla.
La carabela de Nicolau Coelho partió primero de Bezeguiche y llegó a Portugal el 23 de junio de 1501. El navío de Cabral quedó rezagado, a la espera del navío desaparecido de Pedro de Ataíde y de la carabela que había sido enviada a Sofala. Ambos navíos acabaron por aparecer y Cabral llegó a Portugal el 21 de julio de 1501, junto con los otros navíos durante los días siguientes. En total, dos barcos regresaron vacíos, cinco estaban completamente cargados y seis se perdieron. Sin embargo, las cargas transportadas por la flota generaron ganancias de hasta un 800 % para la Corona Portuguesa. Una vez que las especias fueron vendidas, los ingresos cubrieron los costos del equipo y de la flota de barcos que se perdieron, generando un beneficio únicamente superado por la suma total de estos costos. «Sin desanimarse por las pérdidas precedentes que había sufrido, cuando llegó a la costa del este africano, Cabral siguió adelante con el cometido que le había sido atribuido y fue capaz de inspirar a los oficiales y hombres sobrevivientes con un coraje idéntico», afirma el historiador James McClymont. «Pocos viajes a Brasil e India fueron tan bien ejecutados como el de Cabral», afirmó el historiador Bailey Diffie, pues el viaje estableció un camino para la apertura inmediata «de un imperio marítimo portugués de África al Extremo Oriente», y más tarde un «imperio terrestre en Brasil».

### Años finales

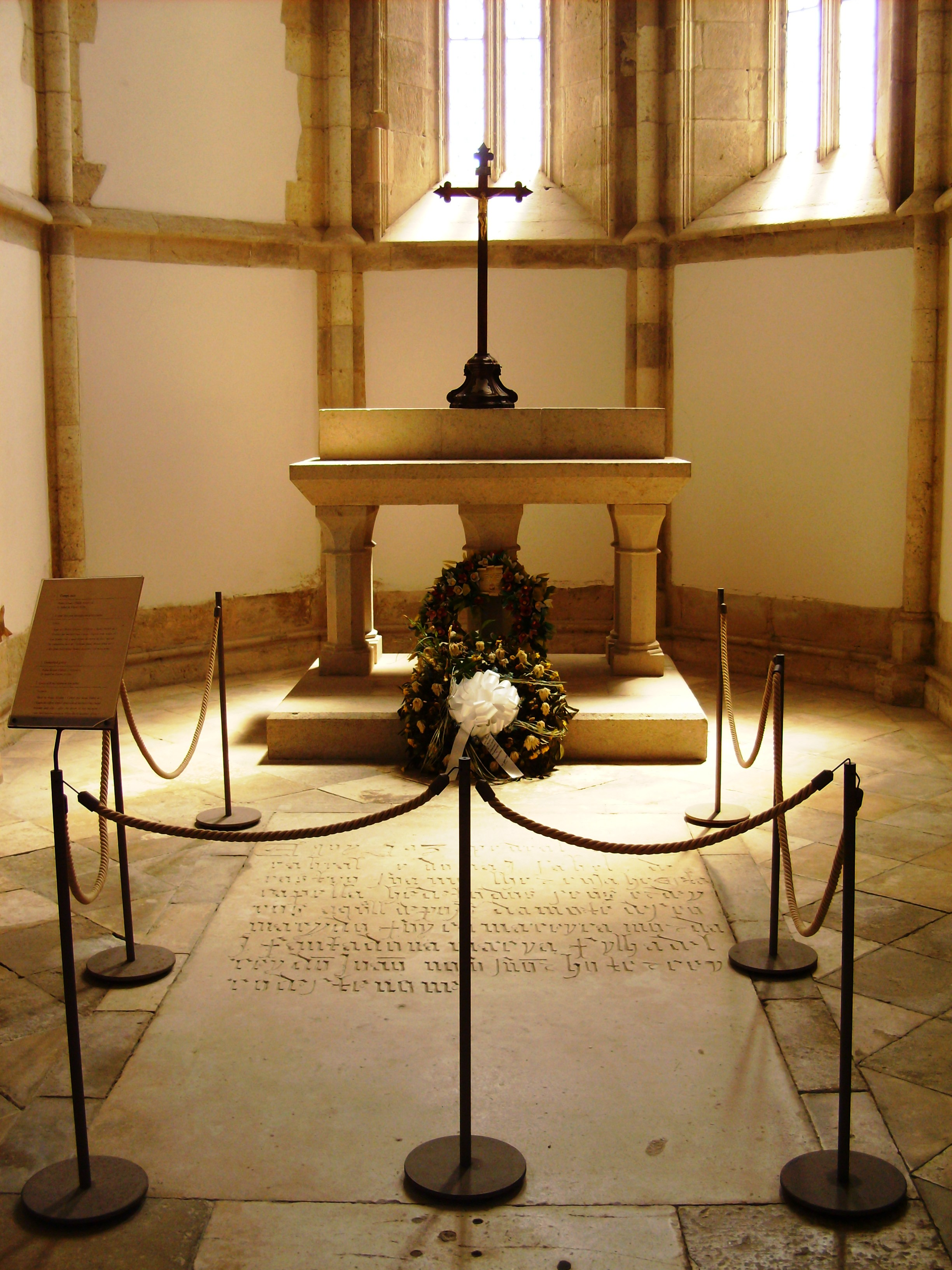
Tumba de Pedro Álvares Cabral en Santarém, Portugal

Tras el regreso de Cabral, Manuel I comenzó a planear otra flota para hacer el viaje a India y así también vengar las pérdidas portuguesas en Calicut. Cabral fue escogido para comandar esa «Flota de Venganza», como era denominada. Durante ocho meses, Cabral realizó los preparativos para el viaje, sin embargo, por razones que aún permanecen inciertas, fue retirado del mando. Aparentemente, se había propuesto dar a otro navegante, Vicente Sodré, el comando independiente sobre una parte de la flota —a lo cual Cabral se había opuesto crecientemente. No se sabe si fue despedido o si pidió ser liberado del cargo, de cualquier manera, cuando la flota partió en marzo de 1502, su comandante era Vasco da Gama, un sobrino materno de Vicente Sodré, y no de Cabral. Se sabe, en tanto, que surgió una hostilidad entre las facciones que apoyaban a Vasco da Gama y Cabral. En algún momento, Cabral optó por dejar la corte permanentemente. El rey se mostró muy disgustado con este asunto, hasta el punto de que su sola mención en su presencia podría acabar en la expulsión de la corte, como ocurrió con uno de los partidarios de Vasco da Gama.
A pesar de la pérdida del favor real, Cabral consiguió un ventajoso matrimonio en 1503 con Isabel de Castro, una noble mujer rica y descendiente del rey Fernando I. Su madre era hermana de Afonso de Albuquerque, uno de los dos mayores líderes militares de Portugal durante la Era de los descubrimientos. El matrimonio tuvo por lo menos cuatro hijos: dos varones (Fernão Álvares Cabral y António Cabral) y dos mujeres (Catarina de Castro y Guiomar de Castro). También tuvieron otras dos hijas, llamadas Isabel y Leonor. Otras fuentes afirman que Guiomar, Isabel y Leonor fueron admitidas en órdenes religiosas. El primogénito Fernão fue el único de los dos hijos de Cabral que tuvo herederos, puesto que António murió en 1521 sin contraer matrimonio. Afonso de Albuquerque intentó interceder a favor de Cabral y, el 2 de diciembre de 1514, pidió al rey Manuel I perdonarle y, asimismo, permitirle regresar a la corte, pero no lo consiguió.
Cabral sufría fiebre constante y un temblor (posiblemente resultado de la malaria) desde su viaje, por lo que se retiró a Santarém en 1509, donde pasó sus últimos años. Apenas hay información sobre sus actividades durante aquel tiempo. Según una carta que data del 17 de diciembre de 1509, Cabral se vio envuelto en una disputa por una transacción de tierras en la que estaba implicada parte de una propiedad que le pertenecía. Otra carta del mismo año informa que recibiría ciertos privilegios por parte de un servicio militar no divulgado. En 1518, o incluso antes, fue elevado de fidalgo a caballero en el Consejo del Rey, teniendo como derecho a un subsidio mensual de 2437 reales, lo que se sumaba a la pensión anual que le concedieron en 1497. Cabral murió de causas no especificadas, probablemente en 1520, y fue enterrado en el interior de la Capilla de São João Evangelista en la Igreja do Antigo Convento da Graça en Santarém.

## Legado

### Rehabilitación póstuma

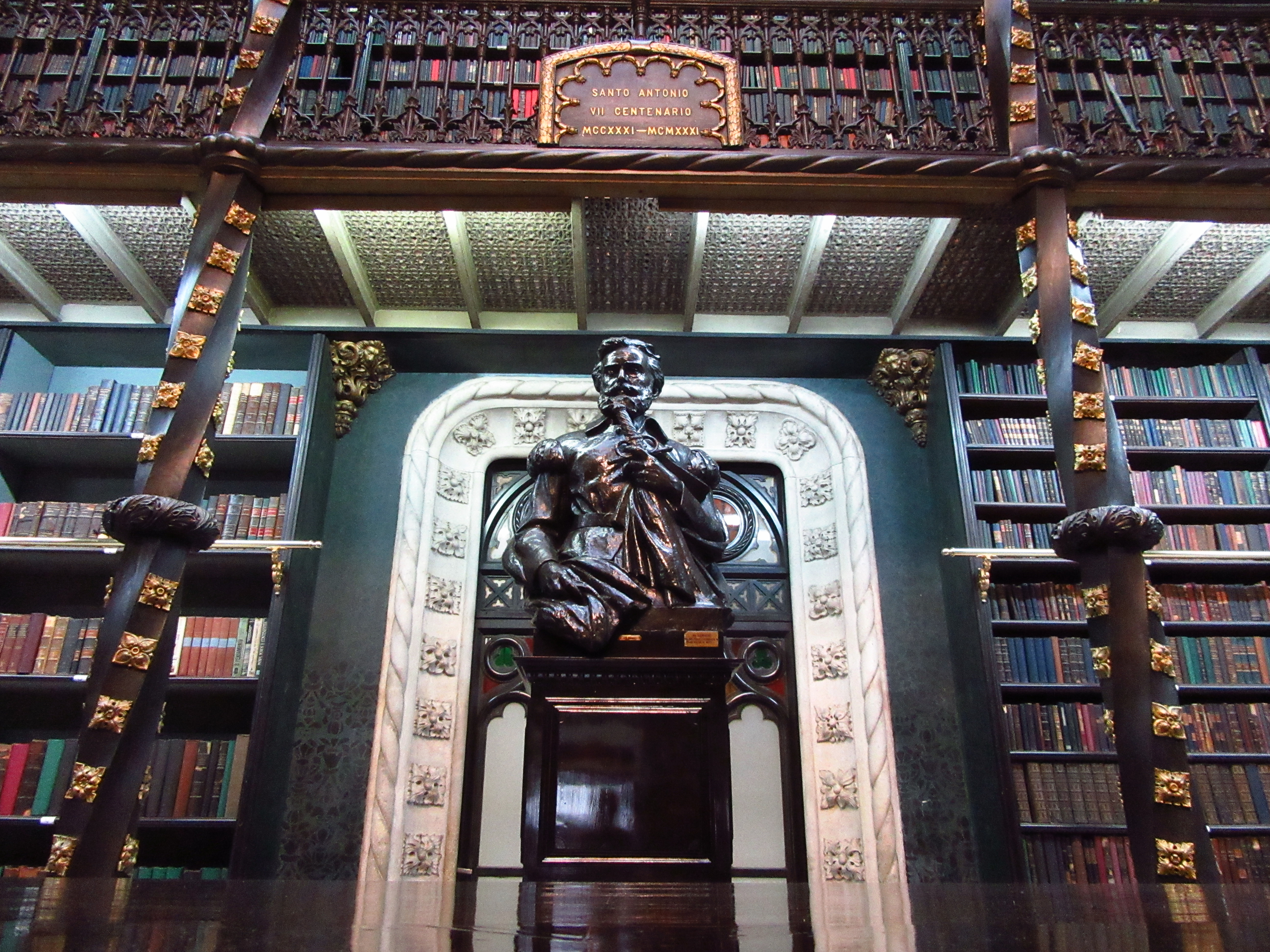
Busto de Cabral en el Real Gabinete Portugués de Lectura de Río de Janeiro.

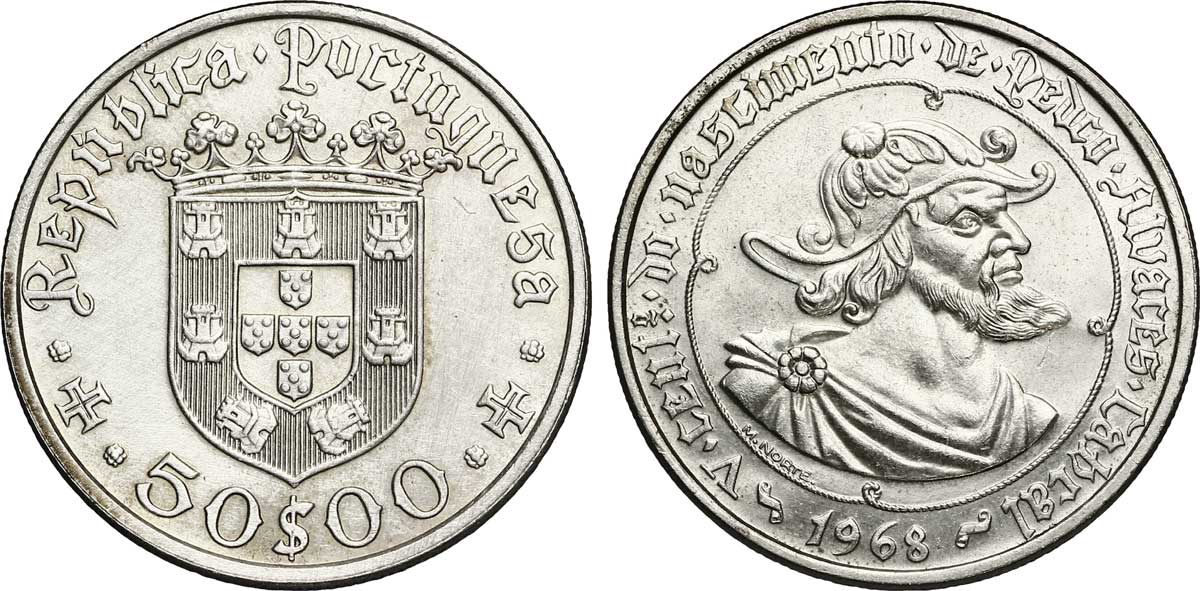
Escudos celebrando el 500.º aniversario de Pedro Alvares Cabral

El primer asentamiento permanente portugués en tierra que se fundaría en Brasil fue São Vicente, establecido en 1532 por Martim Afonso de Sousa. Conforme los años pasaron, los portugueses fueron lentamente expandiendo las fronteras de su colonia hacia el oeste, conquistando las tierras tanto de los amerindios como de los españoles. El Brasil había asegurado gran parte de sus fronteras actuales alrededor de 1750, siendo considerado por Portugal como la parte más importante de su vasto imperio marítimo. El 7 de septiembre de 1822, el heredero de Juan VI, el príncipe Pedro, garantizo la independencia de Brasil de Portugal y se volvió su primer emperador.
Los descubrimientos de Cabral, así como el mismo lugar donde fue enterrado, fueron olvidados por casi 300 años desde su expedición. Esta situación comenzó a cambiar al inicio de la década de 1840, cuando el emperador Pedro II, sucesor e hijo de Pedro I, patrocinó búsquedas y publicaciones sobre la vida y la expedición de Cabral a través del Instituto Histórico y Geográfico Brasileño. Esto formaba parte del ambicioso plan del emperador para incentivar y reforzar un sentimiento de nacionalismo en la diversificada sociedad brasileña —dando a los ciudadanos una identidad e historia comunes como residentes del único país de lengua portuguesa en América. El inicio del resurgimiento del interés en Cabral había resultado del descubrimiento de su tumba por el historiador brasileño Francisco Adolfo de Varnhagen (más tarde nombrado Vizconde de Porto Seguro) en 1839. El estado completamente decadente en el que la tumba de Cabral fue encontrada provocó una crisis diplomática entre Brasil y Portugal —este último era entonces gobernado por la hermana mayor de Pedro II, María II—.
En 1871, el emperador brasileño —entonces en visita oficial en Europa— visitó la tumba de Cabral y propuso la exhumación para fines científicos, la cual fue realizada en 1882. En una segunda exhumación, en 1896, fue autorizada la remoción de una urna que contenía tierra y fragmentos de huesos. A pesar de que sus restos mortales se localizaban en Portugal, la urna fue finalmente llevada a la iglesia de Nuestra de Señora de Monte do Carmo en Río de Janeiro el 30 de diciembre de 1903. Desde entonces, Cabral se volvió un héroe nacional de Brasil. En Portugal, sin embargo, los autores afirman que su prestigio es sofocado por la fama de Vasco da Gama. Para el historiador William Greenlee, el viaje de Cabral es importante «no solo por su posición en la historia de la geografía, sino también por su influencia en la historia y la economía de la época». A pesar de ello el autor reconoce que pocos viajes «tuvieron mayor importancia para la posteridad», afirmando también que «pocos fueron menospreciados en su tiempo». En tanto, el historiador McClymont afirmó que «la posición de Cabral en la historias de las conquistas y descubrimientos portugueses es impugnable a pesar de la supremacía de hombres mayores y más afortunados». Según él, Cabral «será siempre recordado en la historia como el principal, sino el primero, descubridor de Brasil».

### Hipótesis del descubrimiento intencional

Planisferio de Cantino (1502). El mapa se caracteriza por representar con gran precisión zonas del mundo hasta entonces poco exploradas por los navegantes europeos

Una controversia que ocupa a los estudiosos desde hace más de un siglo es si el descubrimiento de Cabral fue accidental o intencional. En este último caso, significaría que los portugueses tenían por lo menos algún indicio de que existía una tierra al oeste. La cuestión fue encarecida por primera vez por el emperador Pedro II en 1854 durante una sesión del Instituto Histórico y Geográfico Brasileño cuando se indagó de las búsquedas que el descubrimiento pudo haber sido intencional.
Durante la conferencia de 1854, la presunción generalizada era de que el descubrimiento había sido un accidente. Obras iniciales sobre el asunto defendían esta perspectiva, tales como História do Descobrimento e Conquista da Índia (publicado en 1541) de Fernão Lopes de Castanheda, Décadas da Ásia (1552) de João de Barros, Crônicas do Felicíssimo Rei D. Manuel (1558) de Damião de Góis, Lendas da Índia (1561) de Gaspar Correia, História do Brasil (1627) de fray Vicente do Salvador e História da América Portuguesa (1730) de Sebastião da Rocha Pita.
La primera obra que defendió la postura de que el descubrimiento había sido intencional fue publicado en 1854 por Joaquim Norberto de Sousa e Silva, después de que Pedro II iniciase el debate. Desde entonces varios estudiosos apoyaron la idea, tales como Francisco Adolfo de Varnhagen, Capistrano de Abreu, Pedro Calmon, Fábio Pestana Ramos y Mário Barata. Para el historiador Hélio Vianna, «a pesar de que hay señales de intencionalidad» del descubrimiento de Cabral, «basados principalmente en el conocimiento o en las sospechas anteriores de la existencia de tierras en las costas del Atlántico Sur», no existen pruebas irrefutables que lo comprueben. Esta opinión también es compartida por el historiador Thomas Skidmore. El debate sobre si el descubrimiento fue deliberado o no es considerado «irrelevante» por el historiador Charles R. Boxer. Para el historiador Anthony Smith, las alegaciones del conflicto «probablemente nunca serán resueltas».

### Precursores

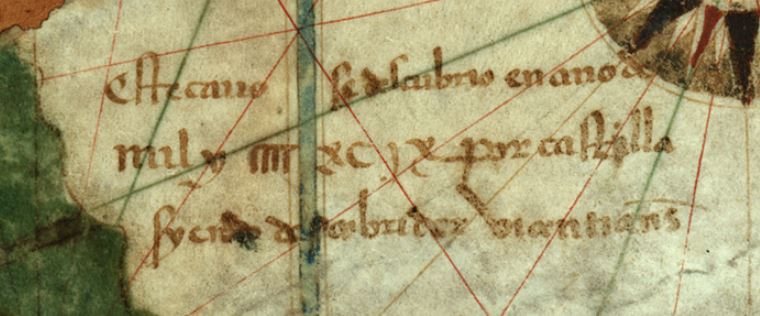
El Mapa de Juan de la Cosa (1500) menciona el viaje a la costa noreste de Brasil de Vicente Yáñez Pinzón.

Cabral no habrá sido el primer europeo en pisar tierras brasileñas, por no mencionar otras partes de América del Sur. Monedas romanas fueron encontradas en la actual Venezuela, al noreste de Brasil, probablemente originarias de los navíos que fueron llevados por las tempestades en la Edad Antigua. Los escandinavos llegaron a América del Norte y establecieron asentamientos, a pesar de que habían fracasado en algún momento antes de finales del siglo XV. Cristóbal Colón, en su tercer viaje al Nuevo Mundo, en 1498, recorrió parte de la actual Venezuela.
En caso de Brasil, ya fue considerado probable que el navegador portugués Duarte Pacheco Pereira había hecho un viaje a la costa brasileña en 1498. Esta creencia fue descartada y actualmente se considera la posibilidad de que había viajado a América del Norte en lugar de esto. Hay más evidencias concretas de que dos españoles, Vicente Yáñez Pinzón y Diego de Lepe, había recorrido la costa norte de Brasil entre enero y marzo de 1500. Pinzón realizó un expedición desde lo que era Fortaleza hasta la desembocadura del río Amazonas. En tanto, Lepe llegaría hasta el río Oiapoque en marzo. La razón por la cual Cabral es considerado el descubridor de Brasil, en vez de los exploradores españoles, se debe al hecho de que los viajes de Pinzón y Lepe fueron breves y no tuvieron cualquier impacto duradero. Los historiadores Capistrano de Abreu, Francisco Adolfo de Varnhagen, Mário Barata y Hélio Vianna concuerdan en que las expediciones españoles no influenciarían en nada el desarrollo de lo que sería la única nación de lengua portuguesa en América —con historia, cultura y sociedad únicas, diferenciándose de las sociedades hispano— americanas que dominan el resto del continente.